# Bob az 1964. évi téli olimpiai játékokon
Az 1964. évi téli olimpiai játékokon a bob versenyszámait január 30. és február 7. között rendezték Innsbruckban. Két férfi versenyszámban osztottak érmeket.

## Részt vevő nemzetek
A versenyeken 11 nemzet 81 sportolója vett részt.
- Argentína (ARG) (5)
- Ausztria (AUT) (9)
- Belgium (BEL) (6)
- Egyesült Államok (USA) (9)
- Kanada (CAN) (8)
- Nagy-Britannia (GBR) (8)
- Egyesült Német Csapat (EUA) (9)
- Olaszország (ITA) (8)
- Románia (ROU) (5)
- Svájc (SUI) (8)
- Svédország (SWE) (6)

## Éremtáblázat
(A rendező nemzet csapata eltérő háttérszínnel, az egyes számoszlopok legmagasabb értéke, vagy értékei vastagítással kiemelve.)
| Az 1964. évi téli olimpiai játékok éremtáblázata bobban | Az 1964. évi téli olimpiai játékok éremtáblázata bobban | Az 1964. évi téli olimpiai játékok éremtáblázata bobban | Az 1964. évi téli olimpiai játékok éremtáblázata bobban | Az 1964. évi téli olimpiai játékok éremtáblázata bobban | Olimpia  |
| ------------------------------------------------------- | ------------------------------------------------------- | ------------------------------------------------------- | ------------------------------------------------------- | ------------------------------------------------------- | -------- |
|                                                         | Ország                                                  | Arany                                                   | Ezüst                                                   | Bronz                                                   | Összesen |
| 1.                                                      | Kanada (CAN)                                            | 1                                                       | 0                                                       | 0                                                       | 1        |
| 1.                                                      | Nagy-Britannia (GBR)                                    | 1                                                       | 0                                                       | 0                                                       | 1        |
|                                                         |                                                         |                                                         |                                                         |                                                         |          |
| 3.                                                      | Olaszország (ITA)                                       | 0                                                       | 1                                                       | 2                                                       | 3        |
| 4.                                                      | Ausztria (AUT)                                          | 0                                                       | 1                                                       | 0                                                       | 1        |
|                                                         |                                                         |                                                         |                                                         |                                                         |          |
| Összesen                                                | Összesen                                                | 2                                                       | 2                                                       | 2                                                       | 6        |

## Érmesek
| Az 1964. évi téli olimpiai játékok érmesei bobban |                                                                   |         |                                                                                   |         |                                                                                      |         |
| Versenyszám                                       | Arany                                                             | Arany   | Ezüst                                                                             | Ezüst   | Bronz                                                                                | Bronz   |
| Kettes                                            | Nagy-Britannia (GBR) · Tony Nash · Robin Dixon                    | 4:21,90 | Olaszország (ITA) · Sergio Zardini · Romano Bonagura                              | 4:22,02 | Olaszország (ITA) · Eugenio Monti · Sergio Siorpaes                                  | 4:22,63 |
| Négyes                                            | Kanada (CAN) · Vic Emery · Peter Kirby · Doug Anakin · John Emery | 4:14,46 | Ausztria (AUT) · Erwin Thaler · Adolf Koxeder · Josef Nairz · Reinhold Durnthaler | 4:15,48 | Olaszország (ITA) · Eugenio Monti · Sergio Siorpaes · Benito Rigoni · Gildo Siorpaes | 4:15,60 |